# Chi (Who)
Chi (Who) è il singolo d'esordio del gruppo musicale Aram Quartet, vincitore del programma musicale del network Rai 2 X Factor. La canzone è stata presentata la prima volta durante la finale del talent show come brano inedito e una volta proclamati vincitori è entrato in stampa durante la diretta. Il brano è stato scritto per il gruppo da Morgan, nome d'arte di Marco Castoldi, loro tutor nel programma della categoria Gruppi Vocali, e da Gaudi, loro vocal coach sempre nell'ambito del programma.
Il testo della canzone, per ammissione dello stesso Morgan che ne è l'autore, è un'accusa all'ipocrisia e al perbenismo. Esso presenta infatti varie accuse a frasi fatte, luoghi comuni e proverbi.
Il finale della canzone è una citazione da 1984 di George Orwell, gli Aram infatti cantano "Chi controlla il passato controlla il futuro. Chi controlla il presente controlla il passato".

## Classifiche
| Classifica (2008)     | Massima posizione |
| --------------------- | ----------------- |
| Italian Singles Chart | 5                 |